# FOXA3
FOXA3 (англ. Forkhead box A3) – білок, який кодується однойменним геном, розташованим у людей на короткому плечі 19-ї хромосоми. Довжина поліпептидного ланцюга білка становить 350 амінокислот, а молекулярна маса — 37 140.
| 10         |  | 20         |  | 30         |  | 40         |  | 50         |
| ---------- |  | ---------- |  | ---------- |  | ---------- |  | ---------- |
| MLGSVKMEAH |  | DLAEWSYYPE |  | AGEVYSPVTP |  | VPTMAPLNSY |  | MTLNPLSSPY |
| PPGGLPASPL |  | PSGPLAPPAP |  | AAPLGPTFPG |  | LGVSGGSSSS |  | GYGAPGPGLV |
| HGKEMPKGYR |  | RPLAHAKPPY |  | SYISLITMAI |  | QQAPGKMLTL |  | SEIYQWIMDL |
| FPYYRENQQR |  | WQNSIRHSLS |  | FNDCFVKVAR |  | SPDKPGKGSY |  | WALHPSSGNM |
| FENGCYLRRQ |  | KRFKLEEKVK |  | KGGSGAATTT |  | RNGTGSAAST |  | TTPAATVTSP |
| PQPPPPAPEP |  | EAQGGEDVGA |  | LDCGSPASST |  | PYFTGLELPG |  | ELKLDAPYNF |
| NHPFSINNLM |  | SEQTPAPPKL |  | DVGFGGYGAE |  | GGEPGVYYQG |  | LYSRSLLNAS |
|            |  |            |  |            |  |            |  |            |

A: Аланін

C: Цистеїн

D: Аспарагінова кислота

E: Глутамінова кислота

F: Фенілаланін

G: Гліцин

H: Гістидин

I: Ізолейцин

K: Лізин

L: Лейцин

M: Метіонін

N: Аспарагін

P: Пролін

Q: Глутамін

R: Аргінін

S: Серин

T: Треонін

V: Валін

W: Триптофан

Кодований геном білок за функціями належить до активаторів, регуляторів хроматину, білків розвитку. 
Задіяний у таких біологічних процесах, як транскрипція, регуляція транскрипції, диференціація клітин, сперматогенез. 
Білок має сайт для зв'язування з ДНК. 
Локалізований у ядрі.